# Socha Jednoty
Socha jednoty je socha indického politika Sardára Vallabhbháího Patéla (1875–1950) v okrese Narmadá ve státě Gudžarát v Indii. Se 182 metry výšky je to největší socha světa. Patél byl jeden z nejvýznamnějších představitelů indického hnutí za nezávislost a první vicepremiér Indie. Socha stojí na říčním ostrově čelem k hrázi přehrady Sardar Sarovar Narmada. Stavba byla zahájena 31. října 2014 a byla dokončena o 4 roky později, socha byla slavnostně „odhalena“ 31. října 2018.

## Fotogalerie

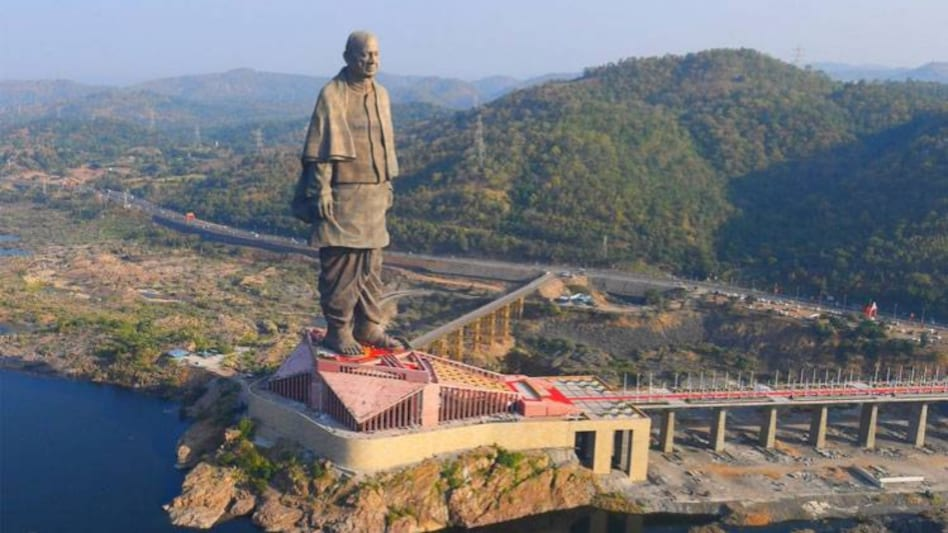
Celkový pohled
Srovnání výšky soch: 1. Socha Jednoty 2. Čung-jüan ta-fu 3. Socha Svobody 4. Matka vlast volá 5. Socha Krista Spasitele 6. David